# Stanisławów Drugi (Łódź)
Pour les articles homonymes, voir Stanisławów Drugi.
Stanisławów Drugi (prononciation [staniˈswavuf ˈdruɡi]) est un village de la gmina de Szczerców, du powiat de Bełchatów, dans la voïvodie de Łódź, situé dans le centre de la Pologne.
Il se situe à environ 4 kilomètres au sud de Szczerców (siège de la gmina), 18 kilomètres au sud-ouest de Bełchatów (siège du powiat) et 59 kilomètres au sud-ouest de Łódź (capitale de la voïvodie).
Sa population s'élevait à 183 habitants en 2010.

## Administration
De 1975 à 1998, le village était attaché administrativement à l'ancienne voïvodie de Piotrków.

Depuis 1999, il fait partie de la nouvelle voïvodie de Łódź.